# آسمان آبی من
آسمان آبی من (انگلیسی: My Blue Heaven) یک فیلم به کارگردانی هنری کاستر است که در سال ۱۹۵۰ منتشر شد.

## بازیگران
- بتی گریبل
- دن دیلی
- دیوید وین
- جین وایت
- لوئیز بیورز
- میتزی گینور
- یونا مرکل